# ФК Венец (Орешец)
ФК „Венец“ е футболен клуб в село Гара Орешец, област Видин.
Създаден през 1926 г. Името му е „Бенковски“ до 2000 г., а оттогава се казва „Венец“, по името на рида Венеца (от Западна Стара планина) до селото.
Стадионът в селото е с капацитет около 800 зрители, но често играе домакинските си мачове на градския стадион в Белоградчик поради лошото състояние на терена.
Отборът на ФК „Венец“ играе с червено-бели екипи със зелени чорапи. Състезава се във Видинската областна група („А“ ОФГ).
Най-големите успехи на отбора са в турнирите за Купата на България, като достига до 1/16-финалите през 1999 и 2000 година. На турнира през 1999 г. отборът отстранява последователно „Свобода“ (Милковица) и „Металург“ (Радомир), преди да отпадне от ЦСКА София с 0:4. На турнира през 2000 година повтаря успеха си, като побеждава „Чардафон“ (Габрово) и „Бдин“ (Видин); после губи с 1:8 от „Литекс“ (Ловеч), който впоследствие печели турнира.

## Изявени футболисти
- Пламен Ванчев
- Красимир Цолов
- Цветан Пеювски
- Людмил Николов
- Пламен Костов
- Иван Александров
- Венцислав Александров
- Любомир Любенов
- Васил Василев
- Тошко Борисов
- Милен Велков
- Кирил Аристотелов
- Станчо Александров
- Огнян Предьов
- Росен Митков
- Никола Асенов
- Петър Драгинков
- Георги Крулев
- Борислав Митков - Калата
- Николай Аристотелов